# Maldivernas historia
Maldivernas historia före införandet av islam år 1153 är osäker. När Maldiverna först befolkades - och av vilka - är ännu oklart. Troligen var öarna kända och bebodda av sjöfarare från Sri Lanka och Indien från mitten av första årtusendet f.Kr. Den norske upptäcktsresanden och författaren Thor Heyerdahl har föreslagit ännu tidigare datering efter att ha frilagt omfattande lämningar från den förislamiska perioden på 1980-talet, men dessa fynd har inte blivit allmänt accepterade. Maldivernas egen historieskrivningen går inte längre tillbaka än till islams införande, och de arkeologiska utgrävningarna har varit blygsamma trots att det finns många ruinhögar på öarna. Förmuslimsk historia och förislamiska lämningar kan rentav ha förstörts.[källa behövs]
Örikets officiella och nedskrivna historia börjar alltså med införandet med islam; dess förislamiska historia före denna tidpunkt är inte dokumenterad, och kan bara rekonstrueras genom tolkningar av de arkeologiska fynd som trots allt gjorts och pussla ihop dem med de gamla legender och berättelser som bevarats i öbornas folklore.

## Den förislamiska historien — myt, legend och lärda gissningar
Maldivernas förmuslimska historia tycks kunna indelas i tre perioder; öarna befolkades ca 2000 f.Kr. från Indusdalen. De så kallade redinerna, som beskrivs som vithyade, var soldyrkare och uppförde rödmålade stentempel med blomformade solsymboler. De sades ha gett sig av och avlöstes 543 f.Kr. av hinduer; enligt legenden utvisades ett ariskt kungapar från Nordindien, men skeppen delades och kungens skepp befolkade Sri Lanka medan drottningens kom till Maldiverna; därför kallades också Maldiverna ofta förr "kvinnornas öar" i folkmun. Detta folk styrdes av drottningar med titeln khanzi och beskrivs som långa och mycket mörka i hyn. Mellan 500 och 550 kom de sista invandringsvågen; buddhister från Sri Lanka, som kallades kattfolket på grund av sin nationalsymbol lejonet, och som kuvade och dödade khanzifolket.
Alla dessa tre folk uppförde förvånansvärt stora tempel; redinernas tempel var mycket stora och de fortsatte användas av khanzifolket, medan buddhisterna täckte över dem och byggde om dem till jättelika stupor; en Buddhastod som stod på en stupa var så stor att den syntes långt ut vid horisonten.
Även efter buddhismens införande tycks dock öarna ha stått under hinduiskt inflytande, ty en gång i månaden tvingades Maléborna, enligt legenden, föra en jungfru till ett hindutempel vid stranden, där hon våldtogs och dödades av passagerarna på ett nattligt upplyst skepp från fastlandet, som kallades demon.
Öarna var tidigt ett handelscentrum med kontakter med romarriket under antiken; dess exportartikel var kaurisnäckor som var ett slags penningvaluta i området. Enligt många utomstående vittnesmål, bl.a. en arabisk köpmans 916, var Maldiverna ett matriarkat som regerades enbart av kvinnliga monarker.

## Historia efter islams införande
Islam infördes 1153 och Maldivernas nedskrivna historia efter detta årtal är historien om dess sultaners och sultaninnors intriger och familjefejder. Trots den nya religionen var kvinnors ställning fortsatt stark; slöjor infördes aldrig, kvinnor visade såväl hår som bröst och regentlistan innehåller tretton kvinnliga regenter mellan 1153 och 1968 - de mest berömda var drottning Khadijja av Maldiverna (1337-1380) och drottning Maryam (1687-1702).
Förutom en kort blodig portugisisk ockupation 1558-1573 klarade sig Maldiverna förbi kolonialismens epok som fri nation ända fram till 1887, då de blev ett brittiskt protektorat med bibehållen monarki; 1965 blev de självständiga och tre år senare en republik och demokrati. Fram till 1968 var öriket i stort sett slutet mot omvärlden.

### Konvertering till islam
För länge sedan var landets viktigaste källa porslinssnäckor som sedan användes som betalningsmedel i Asien och längs den östafrikanska kusten. Historiskt har Maldiverna varit strategiskt viktigt på grund av sitt läge vid de stora marina farlederna i Indiska oceanen. Maldivernas närmaste grannar är Sri Lanka och Indien som båda har haft kulturella och ekonomiska band till Maldiverna under flera hundra år. Trots mindre portugisiska, holländska och brittiska influenser efter 1500-talet har Maldiverna varit självstyrande under en lång period av sultaner och tillfälliga kvinnliga sultaninnor.
Västliga intressen i de arkeologiska kvarlevorna från tidiga maldiviska kulturer började med H.C.P. Bell, en brittisk kommissionär från Ceylons civilförvaltning. Bell led skeppsbrott på öarna 1879 och han återvände flera gånger för att undersöka antika buddhistiska ruiner. Historiker har fastställt att på 300-talet blev Theravadabuddhismen, med ursprung i Ceylon, den dominerande religionen på Maldiverna. Vissa akademiker tror att namnet "Maldiverna" kommer ur sanskrits maladvipa, som betyder "festong av öar".
Intresset för Maldiverna hos människor från Mellanöstern var ett resultat av öarnas strategiska läge och de rika tillgångarna på porslinssnäckor, en form av valuta som hade använts i hela Asien och delar av den östafrikanska kusten sedan urgamla tider. Sjöfarare från Mellanöstern hade börjat att ta över handelslederna i Indiska oceanen på 900-talet och upptäckte att Maldiverna var en viktig knutpunkt på dessa leder. Arabernas betydelse som handelsmän i Indiska oceanen på 1100-talet kan vara en del av förklaringen till att Maldiverna buddhistiske kung konverterade till islam 1153. Kungen tog då den muslimska titeln och namnet Sultan Muhammad al Adil, och påbörjade därmed en serie av sex dynastier bestående av 84 sultaner och sultaninnor som sträckte sig fram till 1932 då sultanatet blev valbart. Den person som var ansvarig för konverteringen var den sunnimuslimske besökaren Abu al Barakat. Hans gravvård står vid Hukurumoskén i huvudstaden Malé, som byggdes 1656 och är den äldsta moskén på Maldiverna.

### Brittiskt protektorat
1558 installerade sig portugiserna på Maldiverna. De styrde från Goa på Indiens västkust. 15 år senare organiserades ett folkligt uppror av gerillaledaren Muhammad Thakurufaan som drev ut portugiserna från Maldiverna. Denna händelse firas idag som nationaldag och ett litet museum och minnesplats hedrar gerillaledaren på hans hemö Utim.
I mitten av 1600-talet hade holländarna ersatt portugiserna som den dominerande makten i Ceylon och upprättade en hegemoni över maldiviska affärer utan att direkt blanda sig i lokala frågor som styrdes enligt gamla islamska seder. Britterna drev dock ut holländarna från Ceylon 1796 och införlivade Maldiverna under brittiskt beskydd. Maldivernas status som brittiskt protektorat stadfästes 1887 i en överenskommelse där sultanen accepterade brittiskt inflytande i Maldivernas utrikesrelationer och försvar. Britterna hade dock ingen närvaro på den största öns samhälle Malé. Liksom holländarna lämnade de öborna ifred av hänsyn till den interna administrationen som reglerades av traditionella muslimska inrättningar.
Under den brittiska eran 1887-1965 fortsatte Maldiverna att styras av en serie sultaner. Sultanerna ärvde tronen fram till 1932 då det gjordes ett försök att göra sultanatet valbart och därmed begränsa sultanernas absoluta makt. Vid den tiden infördes en konstitution för första gången även om sultanatet behölls i ytterligare 21 år. Maldiverna fortsatte att vara ett brittiskt protektorat fram till 1953 när sultanatet avsattes och den första republiken utropades under den kortvarige presidenten Muhammad Amin Didi, som genomförde flera reformer. Då han var premiärminister under 1940-talet förstatligade han fiskeexportindustrin. Som president blev han ihågkommen som reformatör av utbildningssystemet och förespråkare för kvinnors rättigheter. Muslimska konservativa i Malé störtade hans regering och under ett upplopp på grund av matbrist misshandlades Didi av en folksamling och avled på en närliggande ö.
På 1950-talet började Maldivernas politik i hög grad att influeras av den brittiska militära närvaron på öarna. 1954 återupprättades sultanatet. Två år senare fick britterna tillåtelse att bygga en militär flygplats på Gan på den sydligaste atollen Addu. Maldiverna beviljade britterna ett 100-årigt kontrakt på 2 000 pund per år för hyra av Gan och omkring 44 hektar på Hithadhoo för en radiostation. 1957 ville dock den nye premiärministern Ibrahim Nasir omförhandla kontraktet för att förkorta hyresperioden och att höja årshyran. Men Nasir, som teoretiskt var ansvarig för den dåvarande sultanen Muhammad Farid Didis död, utmanades 1959 av en lokal separatiströrelse i de södra atollerna som tjänade på den brittiska närvaron på Gan. Gruppen bröt allt samarbete med den maldiviska regeringen och bildade en oberoende stat med Abdulla Afif Didi som president. Den kortlivade staten (1959-1962), kallad Den enade suvadivanska republiken, hade en sammanlagd befolkning på 20 000 invånare på atollerna Suvadiva, Addu och Fua Mulaku. 1962 skickade Nasir krigsfartyg från Malé med regeringspolis ombord för att eliminera krafter som motsatte sig hans styre. Abdulla Afif Didi flydde då till den dåvarande brittiska kolonin Seychellerna där han beviljades politisk asyl.
1960 tillät Maldiverna Storbritannien att fortsätta använda Gan och delar av Hitaddu under en 30-årsperiod för en betalning av 750 000 pund mellan 1960 och 1965. Pengarna skulle användas till Maldivernas ekonomiska utveckling.

## Införandet av republik
26 juli 1965 blev Maldiverna oberoende efter en överenskommelse med Storbritannien, där den brittiska regeringen behöll användandet av Gan och delar av Hitaddu. Efter en nationell folkomröstning i mars 1968 avskaffades sultanatet och republik infördes. Den andra republiken utropades i november 1968 under president Ibrahim Nasir, som allt mer hade dominerat den politiska scenen. I enlighet med den nya konstitutionen valdes Nasir indirekt för en presidentperiod på fyra år av den lagstiftande församlingen Majlis. Han tillsatte Ahmed Zaki som ny premiärminister. 1973 valdes Nasir för en andra presidentperiod enligt den konstitution som antogs 1972 och som utökade presidentperioden till fem år och införde att premiärministern valdes av Majlis. I mars 1975 arresterades premiärminister Zaki i en statskupp och förvisades till en avlägsen atoll. Observatörer menade att Zaki hade blivit allt för populär och därför blev ett hot mot Nasirfalangen.
Under 1970-talet fick den maldiviska ekonomin ett bakslag då den största marknaden för torrfisk, Sri Lanka, kollapsade. Utöver detta beslutade britterna 1975 att lägga ner flygplatsen på Gan i enlighet med den brittiska regeringens nya politik att dra tillbaka försvarsuppdrag öster om Suezkanalen. Efter nedläggningen i mars 1976 följde en kraftig ekonomisk nedgång och som resultat minskade det folkliga stödet för Nasirs regering. Maldivernas 20-åriga period med Nasir som president fick ett hastigt slut 1978 då han flydde till Singapore. En efterföljande undersökning visade att han hade lämnat landet med miljontals kronor ur statskassan.
Den tidigare universitetsläraren och FN-ambassadören Maumun Abdul Gayum valdes 1978 till president för de följande fem åren. Valet hölls under en period av politisk stabilitet och ekonomisk utveckling och där Gayum prioriterade att utveckla de fattigare öarna. Samma år gick Maldiverna med i Internationella valutafonden (IMF) och Världsbanken. Turismen ökade i betydelse för den lokala ekonomin och landet hade mer än 120 000 turister 1985. Den lokala befolkningen tjänade på den ökande turismen och de utländska kontrakt som innebar olika utvecklingsprojekt. Trots kuppförsök 1980, 1983 och 1988, fortsatte Gayum att regera och i valen 1983, 1988 och 1993 fick han mer än 95 procent av rösterna. Trots att inte regeringen tillät opposition, opponerade sig i början av 1990-talet islamister som ville ha en mer traditionell livsstil, samt några inflytelserika lokala företagare.

## Kuppförsöket 1988
Kuppförsöken 1980 och 1983 mot president Gayum sågs inte som allvarliga men det tredje försöket, i november 1988, uppmärksammades internationellt. Omkring 80 beväpnade tamilska legosoldater landsteg på Malé i gryningen, från motorbåtar utsända från ett lastfartyg. Förklädda till turister hade lika många infiltrerat Malé sedan tidigare. Trots att legosoldaterna snabbt intog den närliggande flygplatsen på Hulele, misslyckades de med att tillfångata president Gayum som flydde från hus till hus och begärde militärt stöd från Indien, USA och Storbritannien. Den indiske premiärministern Rajiv Gandhi sände omedelbart 1 600 soldater för att återställa ordningen på Malé. Mindre än 12 timmar senare anlände fallskärmsjägare till Hulele vilket fick några av legosoldaterna att fly till Sri Lanka med sitt lastfartyg. De som inte lyckades nå båten i tid omringades. 19 människor rapporterades ha dött i striderna och utöver det dog flera personer som hade tagits som gisslan. Tre dagar senare tillfångatog en indisk fregatt legosoldaterna på deras lastfartyg nära Sri Lankas kust. I juli 1989 utlämnades flera av legosoldaterna för att ställas inför rätta i maldivisk domstol. Gayum omvandlade deras dödsstraff till livstids fängelse.
Kuppförsöket 1988 hade letts av en framstående maldivisk affärsman, Abdullah Luthufi, som drev ett jordbruk på Sri Lanka. Förre presidenten Nasir förnekade all inblandning i kuppen och 1990 benådades han av Gayum för sina insatser för Maldivernas oberoende.

## Demokrati
De demokratiska valen 2008 ledde fram till att Mohamed Nashid blev president och efterträdde Gayum. Han blev internationellt känd för sitt engagemang mot klimatförändringarna. 2012 avsattes han i en militärkupp. Den största utmaningen för landet under det tidiga 1990-talet var behovet av snabb ekonomisk utveckling och modernisering, med tanke på dess begränsade resurser som främst bestod av fiske, jordbruk och turism. Det fanns också en oro över att havsnivån befarades stiga som en följd av den globala uppvärmningen,vilket skulle vara katastrofalt för de lågt belägna korallöarna. I början av 2000-talet framkom dock att havsnivån hade sjunkit under de föregående årtiondena. 2008 års presidentval var det första som kan kallas demokratiskt. Mohamed Nashid vann och avslutade genom det ett trettio år långt styre av den tidigare presidenten Maumun Abdul Gayom. I års 2018 presidentval den sittande presidenten, Abdulla Yameen, förlorade mot oppositionens gemensamma kandidat Ibrahim Mohamed Solih.